# 张维 (力学家)

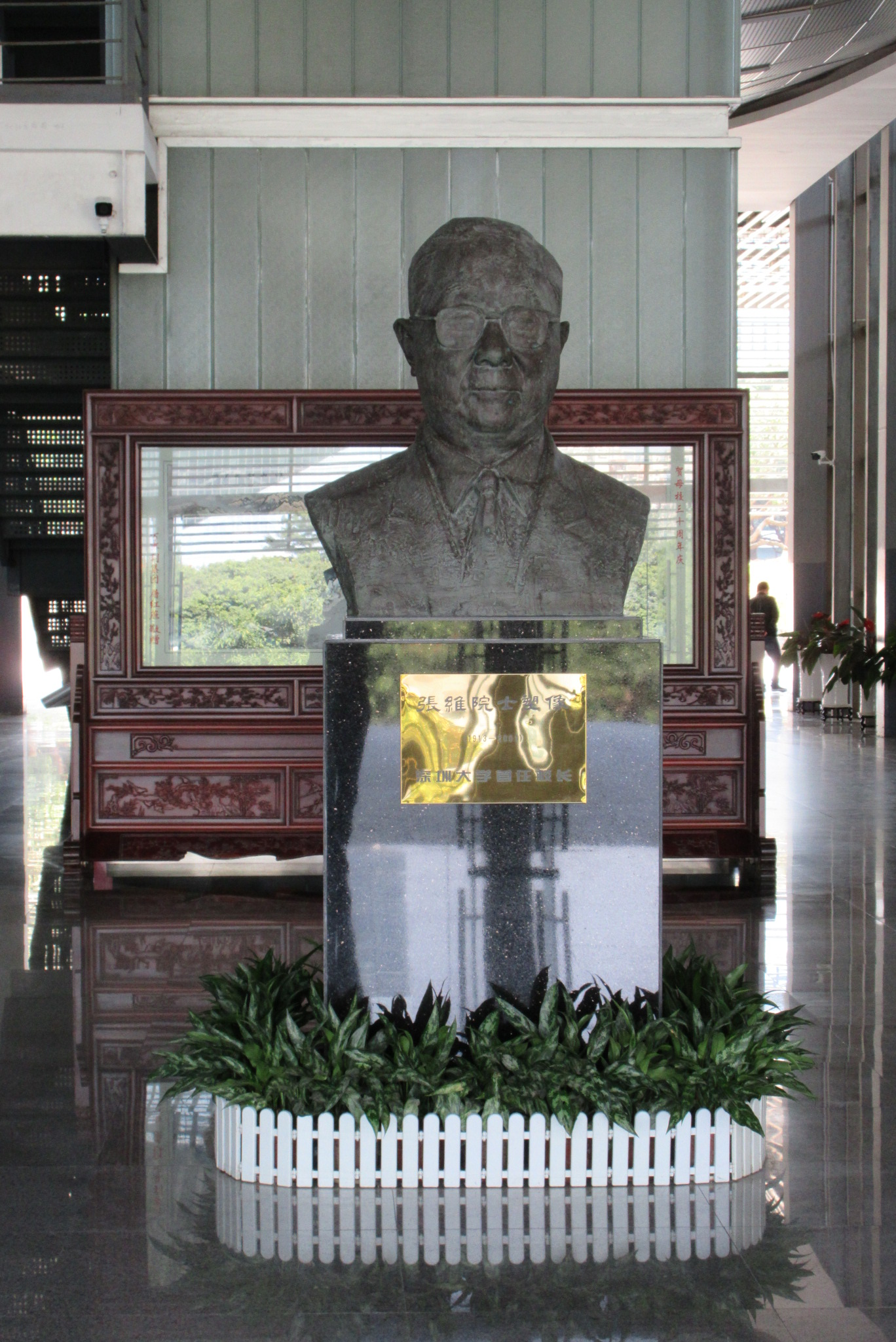
張維塑像，位于深圳大學汇星楼

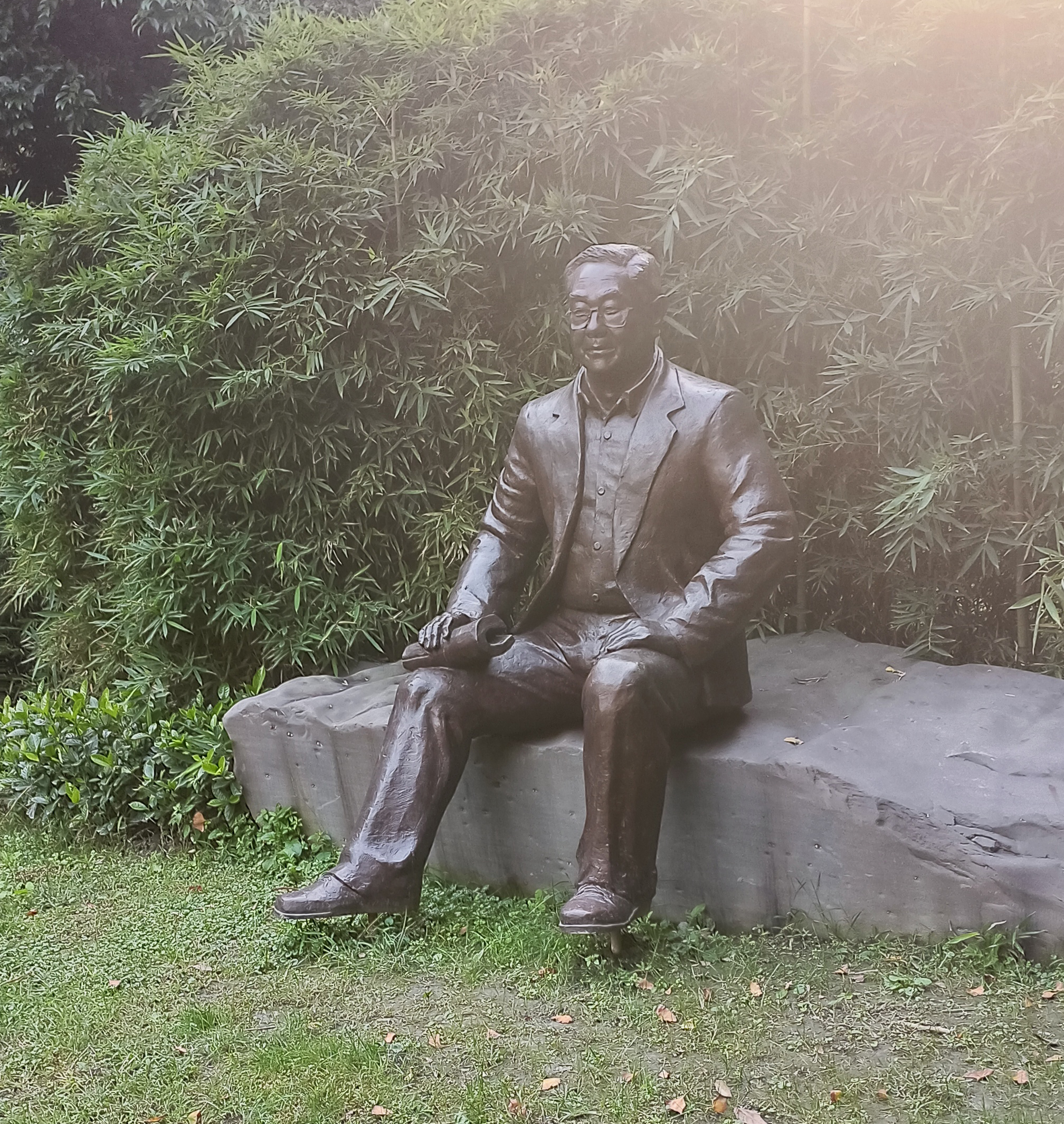
张维塑像，位于西南交通大学犀浦校区

张维（1913年5月22日—2001年10月4日），男，北京人，中国固体力学家，清华大学教授、副校长，曾参加中国科技长远发展规划并任土木建筑水利组组长和力学组副组长。

## 生平
1913年出生于北京。1924年考入北京四中，15岁转考至天津北洋大学预科。1933年毕业于唐山交通大学（今西南交通大学）土木工程系，1938年获伦敦帝国理工学院工学硕士学位，1944年获柏林高等工业学校工程博士学位。1955年当选为中国科学院院士（学部委员），1972年当选为联合国教科文组织执行局常委。1956年、1977年两次出任清华大学副校长，分管教学与科研。1983年创办深圳大学并任首任校长。
1980年3月15日，中国科学技术协会第二次全国代表大会在北京召开，会议选出第二届全国委员会，其被选为副主席。1986年6月，中国科学技术协会第三次全国代表大会在北京召开，选举产生第三届全国委员会。6月28日，第三届全国委员会第一次会议召开，推举其担任副主席。1992年和王大珩、张光斗、师昌绪、侯祥麟、罗沛霖等6名中国科学院院士联名上书，促成了中国工程院的成立，并于1994年当选为首批中国工程院院士。1995年5月，中国科学技术协会第四次代表大会召开，并选举产生第四届全国委员会。5月27日，第四届全国委员会第一次会议召开，其被选为荣誉委员。

## 家庭
妻子陆士嘉为中国流体力学家、力学教育家，参与筹建了北京航空学院并出任空气动力学教研室主任，建立了中国第一个空气动力学专业。
女儿张克群为中国建筑学家和建筑教育家，清华大学建筑系毕业，师从梁思成。外孙高晓松为中国大陆音乐人、导演。